# Harry Amass
Harry John Amass (Londres, Inglaterra, 16 de marzo de 2007) es un futbolista británico. Juega de lateral izquierdo y su equipo actual es el Manchester United Football Club de la Premier League, máxima categoría del fútbol inglés.

## Trayectoria
Comenzó a jugar al fútbol en Watford, se formó en sus categorías infantiles y primeros años de juveniles. El 1 de julio de 2023 se unió a Manchester United para continuar su formación juvenil.
Debutó como profesional el 16 de marzo de 2025, el entrenador Rúben Amorim lo hizo ingresar al minuto 69 para enfrentar a Leicester y ganaron 3-0 en el King Power Stadium. Disputó su primer encuentro oficial el día de su cumpleaños 18 y la camiseta número 41.
A nivel internacional absoluto jugó por primera vez el 17 de abril, en la vuelta de cuartos de final Liga Europa de la UEFA 2024-25 contra Lyon, fue un encuentro parejo, finalizó 2-2 en el tiempo reglamentario por lo que fueron a prórroga, ingresó al minuto 100 pero los franceses convirtieron 2 goles, por lo que se pusieron 2-4 en el marcador, tras una seguidilla ofensiva del conjunto inglés, remontaron el juego y ganaron 5-4 en tiempo añadido con un cabezazo de Harry Maguire.
En su primera temporada como profesional jugó 7 partidos, su equipo culminó el campeonato en décimo quinto lugar, además llegaron a la final de la Europa League. Fue destacado como el mejor jugador joven del club.

## Selección nacional
Ha sido internacional con la selección de fútbol de Inglaterra en las categorías juveniles sub-15, sub-16, sub-17 y sub-18.

## Estadísticas

### Clubes
Actualizado al último partido disputado el 21 de mayo de 2025.
| Club                               | Div.          | Temporada     | Liga  | Liga  | Liga   | Copas nacionales | Copas nacionales | Copas nacionales | Copas internacionales | Copas internacionales | Copas internacionales | Total | Total | Total  |
| Club                               | Div.          | Temporada     | Part. | Goles | Asist. | Part.            | Goles            | Asist.           | Part.                 | Goles                 | Asist.                | Part. | Goles | Asist. |
| ---------------------------------- | ------------- | ------------- | ----- | ----- | ------ | ---------------- | ---------------- | ---------------- | --------------------- | --------------------- | --------------------- | ----- | ----- | ------ |
| Manchester United F. C. Inglaterra | 1.ª           | 2024-25       | 5     | 0     | 0      | 0                | 0                | 0                | 2                     | 0                     | 0                     | 7     | 0     | 0      |
| Manchester United F. C. Inglaterra | 1.ª           | 2025-26       | 0     | 0     | 0      | -                | -                | -                | —                     | —                     | —                     | 0     | 0     | 0      |
| Manchester United F. C. Inglaterra | Total club    | Total club    | 5     | 0     | 0      | 0                | 0                | 0                | 2                     | 0                     | 0                     | 7     | 0     | 0      |
| Total carrera                      | Total carrera | Total carrera | 5     | 0     | 0      | 0                | 0                | 0                | 2                     | 0                     | 0                     | 7     | 0     | 0      |
| 1. 2.                              |               |               |       |       |        |                  |                  |                  |                       |                       |                       |       |       |        |

### Selección
Actualizado al último partido disputado el 23 de marzo de 2025.
| Selección         | Temporada         | Continental | Continental | Continental | Mundial | Mundial | Mundial | Amistosos | Amistosos | Amistosos | Total | Total | Total  |
| Selección         | Temporada         | Part.       | Goles       | Asist.      | Part.   | Goles   | Asist.  | Part.     | Goles     | Asist.    | Part. | Goles | Asist. |
| ----------------- | ----------------- | ----------- | ----------- | ----------- | ------- | ------- | ------- | --------- | --------- | --------- | ----- | ----- | ------ |
| Sub-15 Inglaterra | 2022              | —           | —           | —           | —       | —       | —       | 4         | 0         | 0         | 4     | 0     | 0      |
| Sub-15 Inglaterra | Total sel.        | 0           | 0           | 0           | 0       | 0       | 0       | 4         | 0         | 0         | 4     | 0     | 0      |
| Sub-16 Inglaterra | 2022              | —           | —           | —           | —       | —       | —       | 7         | 0         | 0         | 7     | 0     | 0      |
| Sub-16 Inglaterra | 2023              | —           | —           | —           | —       | —       | —       | 7         | 0         | 0         | 7     | 0     | 0      |
| Sub-16 Inglaterra | Total sel.        | 0           | 0           | 0           | 0       | 0       | 0       | 14        | 0         | 0         | 14    | 0     | 0      |
| Sub-17 Inglaterra | 2023              | 1           | 0           | 0           | -       | -       | -       | 2         | 0         | 0         | 3     | 0     | 0      |
| Sub-17 Inglaterra | 2024              | 6           | 0           | 0           | —       | —       | —       | 0         | 0         | 0         | 6     | 0     | 0      |
| Sub-17 Inglaterra | Total sel.        | 7           | 0           | 0           | 0       | 0       | 0       | 2         | 0         | 0         | 9     | 0     | 0      |
| Sub-18 Inglaterra | 2024              | —           | —           | —           | —       | —       | —       | 4         | 0         | 0         | 4     | 0     | 0      |
| Sub-18 Inglaterra | 2025              | —           | —           | —           | —       | —       | —       | 3         | 0         | 0         | 3     | 0     | 0      |
| Sub-18 Inglaterra | Total sel.        | 0           | 0           | 0           | 0       | 0       | 0       | 7         | 0         | 0         | 7     | 0     | 0      |
| Total selecciones | Total selecciones | 7           | 0           | 0           | 0       | 0       | 0       | 27        | 0         | 0         | 34    | 0     | 0      |
| 1.                |                   |             |             |             |         |         |         |           |           |           |       |       |        |

## Palmarés

### Distinciones individuales
| Distinción                                                              | Año  |
| ----------------------------------------------------------------------- | ---- |
| Premio Jimmy Murphy al mejor jugador joven del año de Manchester United | 2025 |